# 아타카마 대형 밀리미터 간섭계
아타카마 대형 밀리미터 간섭계(Atacama Large Millimeter Array; ALMA, 문화어: 아타카마 대형 밀리파 간섭계)는 칠레 북부의 아타카마 사막에 있는 전파 망원경의 배열 (array)이다.
밀리미터 파장을 관측하기 위해서는 대기가 매우 건조해야 하기 때문에 해발 5천미터에 위치한 Chajnantor 고원에 건설되고 있다. 밀리미터와 서브 밀리미터를 관측할 수 있는 총 66개의 지름 12m 망원경과 7m 망원경으로 이루어질 예정이며, ALMA는 초기우주에서 별과 은하가 처음으로 만들어지는 모습과 우리 은하의 별과 행성의 자세한 영상을 제공할 것으로 기대된다.
ALMA는 미국, 캐나다, 유럽, 동아시아(대한민국, 일본, 타이완)와 칠레의 국제적인 파트너쉽으로 운영된다. 건설 비용은 약 10억 미국 달러 이상으로, 현재 건설 또는 운영 중인 지상 망원경 중 가장 비싼 망원경이다. ALMA는 2011년 하반기에 16개의 안테나로 과학 관측을 시작했으며, 첫 번째 이미지가 2011년 10월 3일에 언론에 공개되었다. 이 프로젝트는 2013년부터 완전 가동될 예정이다.

## 개요
ALMA 간섭계는 총 66개의 고정밀 안테나로 구성되어 0.3 - 9.6 mm의 파장에서 작동될 예정이다. ALMA는 제임스 클러크 맥스웰 망원경 (JCMT) 같은 단일 안테나 망원경이나 Submillimeter 간섭계, IRAM의 Plateau de Bure 간섭계와 같은 기존의 간섭계 네트워크 보다 훨씬 높은 감도와 높은 해상도를 갖게 된다. 이는 총 66개에 달하는 안테나로 보다 많은 빛을 모을 수 있고, 이 안테나들을 150m부터 최장 16km까지 펼침으로써 다양한 분해능을 얻을 수 있기 때문이다.
ALMA의 전파망원경들은 유럽, 북미와 동아시아 파트너들에 의해 제공된다. 미국과 유럽이 각각 망원경의 주 배열(main ALMA array)을 이룰 25개의 지름 12m 망원경을 제공할 예정이며, 동아시아는 Atacama Compact Array (ACA)를 이룰 16개의 안테나(4개의 12m 안테나와 12개의 7m 안테나)를 제공할 예정이다. 보다 작은 안테나들로 이루어진 ACA는 같은 파장대에서 보다 넓은 영역을 동시에 관측할 수 있게 해준다.

### 역사
ALMA는 다음의 세 천문학 프로젝트가 모여서 만들어졌다: 미국의 Millimetre Array (MMA), 유럽의 Large Southern Array (LSA), 그리고 일본의 Large Millimetre Array (LMA). 1997년에 들어와서 미국 국립 전파 천문대(NRAO) 와 유럽 남방 천문대(ESO)가 MMA와 LSA를 합치기로 합의했다. 이는 넓은 주파수 대역과 좋은 관측소 위치를 추구하는 MMA와 보다 높은 감도를 추구하던 LSA의 장점을 두루 더한 것이다. 이로써 지상 최대의 전파 망원경을 건설하기 위한 NRAO와 ESO의 협력이 시작되었고, 캐나다와 스페인이 나중에 참여하게 된다 (스페인은 나중에 ESO의 일원이 됨). 여러 차례의 협상과 계약을 통해서 1999년 3월에 새로운 망원경의 이름이 "Atacama Large Millimeter Array", 또는 ALMA 로 결정되었고, 2003년 2월 25일에 북미와 유럽사이에 최종 계약이 성립하게 된다. 한편, 일본국립천문대 (NAOJ )는 Atacama Compact Array (ACA)와 세 개의 추가 수신기 대역을 추가해서 향상된 ALMA (Enhanced ALMA)를 만들자는 제안을 하게 된다. 이후 ALMA (유럽+북미)와 NAOJ 간의 추가 논의가 진전되어 2004년 9월 14일에 높은 수준의 협정에 서명을 하게 됨으로써 일본은 공식파트너가 되고, 망원경 이름은 Atacama Large Millimeter/sub-millimeter Array (ALMA)로 결정되었다.
기획의 초기 단계에 66개의 안테나를 단일한 디자인으로 만들기보다는 북미, 유럽 및 일본 기업에서 각각 다른 디자인의 안테나를 설계 및 제조하기로 결정되었는데, 이는 과학적인 결정이라기 보다는 정치적인 이유 때문이었다. 비록 이 안테나들은 각각 다른 방식으로 만들어졌지만, 모두 ALMA가 요구하는 엄격한 조건들을 충족시킬 수있을 것으로 보인다.

## 같이 보기
- CARMA